# Charles de La Fosse
Charles de La Fosse, född 16 juni 1636, död 13 december 1716, var en fransk målare.
La Fosse var elev till Charles Le Brun. Efter studieresor i Italien blev han betrodd med flera större uppdrag, bland annat fresker i Tuilerierna, Grand Trianon och Versailles samt i Invaliddomen (1702-05), där han utförde freskomålningarna i kupolen. Han målade även stafflibilder i olja och företog 1689-91 en resa till London, där han arbetade i Montagu house.